# FS E636 sorozat
Az FS E636 sorozat egy olasz Bo-Bo-Bo tengelyelrendezésű villamosmozdony-sorozat volt. 1940-1962 között gyártotta a Breda, az OM CGE, az OM Reggiane, a Marelli, a SNOS Savigliano, a FIAT, a TIBB, az OF Pistoiesi és az Ansaldo. Az FS 2006-ban vonta ki a forgalomból a sorozatot. Jelenleg a sorozat egyik tagja a Bahnpark Augsburgban található.

## Története
A mozdonyt 3 különböző szériában gyártották:
- első széria (001-108), 1940 és 1942 között
- második széria (109-243), 1952 és 1956 között
- harmadik széria (001-008), 1957 és 1962 között